# تايتشي هاسيكوا (لاعب كرة قدم)
تايتشي هاسيكوا (باليابانية: 長谷川 太一) (25 مايو 1982 في كوبه في اليابان - )؛ هو لاعب كرة قدم سابق كان يلعب كمهاجم.